# Wilhelm Reich
Wilhelm Reich (vil-helm raɪç͂), avstrijski psihoanalitik, psihiater, seksolog in sociolog, * 24. marec 1897, Dobzau, Avstro-Ogrska (sedaj Dobrjaniči Ukrajina), † 3. november 1957, Lewisburg, Pensilvanija, ZDA.
Reich pripada drugi generaciji Freudove šole psihoanalize. Psihoanalizo je skušal razlagati in celo združiti z marksizmom, pri čemer se je zavzemal za trditev, da je izvor človekovega nemira pogojen s spolnim in socialnoekonomskim stanjem posameznika. Kot svojo posebno psihoterapevtsko metodo je razvil vegetoterapijo, ki temelji na organski energiji. Je avtor nekaterih pomembnih in vplivnih del, zaradi katerih je postal eden najradikalnejših in najkontroverznejših zdravnikov psihiatrov.
Leta 1940 je pričel z gradnjo naprave, ki jo je poimenoval orgonski akumulator. Njegovi pacienti so s sedenjem v napravi pridobivali domnevne zdravstvene koristi, o katerih so pisali nekateri ameriški časniki. Po dveh kritičnih člankih v revijah The New Republic in Harper's leta 1947, je ameriško Ministrstvo za javno zdravje pridobilo sodno prepoved za dobavo orgonskih akumulatorjev in s tem povezane literature, saj je vse skupaj označilo za prevaro. Ker je leta 1956 Reich prekršil sodno prepoved, je bil obsojen na dve leti zapora. Medtem ko je bil zaprt, so oblasti zažgale 6 ton njegovih objav po ukazu sodišča. Po letu dni v zaporu je le nekaj dni pred pogojnim izpustom umrl zaradi odpovedi srca.

## Življenje

### Zgodnje življenje
Rodil se je v kmečki družini kot drugi otrok Leona in Cäcilie Reich v Dobzbau v Galiciji. Kmalu po njegovem rojstvu so se preselili v Južinec, vas v Bukovini, kjer je njegov oče prevzel eno izmed tamkajšnih kmetij. Starša sta bila Juda, a svojih otrok nista vzgajala v tej veri. Wilhelm in njegov brat sta govorila samo nemško, v nasprotnem primeru je sledila kazen.
Reich je v zrelih letih svojega življenja v dnevnik pisal predvsem o svoji zgodnji spolni zrelosti. Omenil je, da je prvi spolni odnos izkusil že pri štirih letih in da je imel od enajstega leta dalje vsak dan spolni odnos. Dokaza, ki bi vse to potrjeval, nimamo, a vseeno je njegova druga hči Lore Reich Rubin menila, da je bil njen oče v otroštvu spolno zlorabljen. Pri dvanajstih letih je Reich izvedel, da njegova mama vara njegovega očeta z Reichovim učiteljem. Reich je vse to povedal svojemu očetu in mama je leta 1910 podlegla pritisku ter storila samomor. Reich je kasneje v svojih delih priznal, da je za materin samomor kriv sam. Kasneje je bil poslan v deško gimnazijo v Črnovicah, kjer je kmalu po prihodu po vsej koži dobil luskavico. Ta bolezen ga je zaznamovala za celo življenje, saj je bil tarča številnih posmehovanj zaradi svoje polti. Leta 1914 je za posledicami tuberkuloze umrl njegov oče, a za njim so Reich in njegovi bratje dobili le kmetijo. Leta 1915 so Bukovino napadli Rusi in Reich se je moral odseliti. V svojem dnevniku je nekoč zapisal, da svoje domovine in posestva po ruskem napadu ni nikoli več videl.

### Študij
Med prvo svetovno vojno je bil Reich vpoklican v avstro-ogrsko vojsko, kjer je bil poročnik 40 vojakom. Po vojni se je odločil za študij prava na Univerzi na Dunaju, a se je že po prvem semestru prepisal na 
Medicinsko fakulteto, kjer se je zaljubil v sošolko, a njegova ljubezen ni bila uslišana. Ker je po očetovi smrti ostal brez denarja, je le s težavo premagal študijska leta.
Leta 1919 se je Reich prvič srečal s Sigmundom Freudom, znanim nevrologom in psihoterapevtom, na katerega je naredil izjemen vtis. Freud mu je celo dovolil, da je Reich prišel v kontakt z njegovimi pacienti, kljub temu da je bil Reich takrat še študent. 
Ker je bil Reich vojni veteran, je postal zdravnik v štirih letih, namesto v šestih. Diplomiral je leta 1922 in takoj pričel z delom v mestni bolnišnici, kjer je specializiral nevropsihiatrijo pri profesorju Juliusu Wagnerju von Jaureggu, ki je leta 1927 dobil Nobelovo nagrado za fiziologijo in medicino. 
Reich se je prvič poročil marca 1922 z Annie Pink, ki je bila ena izmed Reichovih pacientk, in s katero je imel dve hčerki Evo in Loro. Obe sta kasneje postali psihiatrinji in psihoanalitičarki.

## Dela in poklici
Wilhelm Reich se je leta 1922 zaposlil na Freudovi psihoanalitični kliniki na Dunaju. Opisan je bil kot človek z močnim, a prepirljivim značajem, ki je dajal vtis uglajenosti kljub relativni neurejenosti. Vodil je mobilno kliniko, pri čemer je paciente obiskoval na domu. Spodbujal je spolnost med odraslimi ter možnost uporabe kontracepcijskih sredstev, splava in ločitve, kar je bilo v katoliški Avstriji zelo provokativno. Trdil je, da želi preprečiti notranji nemir z napadom in ne z zdravljenjem. Med letoma 1922 in 1932 je klinika ponudila brezplačno ali delno brezplačno psihoanalitično pomoč 1445 moškim in 800 ženskam, ki si drugače tega ne bi mogli privoščiti. Mnogi pacienti so bili vojni veterani. Leta 1924 je Reich postal pomočnik direktorja klinike, kjer je ostal do leta 1930, ko se je preselil v Berlin.
Reichov brat je leta 1926 zbolel za tuberkulozo in umrl, tako kot njun oče. V tistem času je bila četrtina smrti povezanih s tuberkulozo in tudi Reich je zbolel, zato je moral v sanatorij v Davos v Švici. Tam je preživel nekaj tednov, nato pa se je vrnil na Dunaj, kjer je bil priča julijskemu uporu leta 1927, kjer so policisti pobili 84 delavcev in 600 ranili. Ta dogodek je Reicha spremenil in vstopil je v avstrijsko komunistično stranko.
Leta 1927 je po Dunaju ustanovil šest klinik, kjer so se ukvarjali s svetovanjem o spolnosti. Klinike so postale zelo priljubljene še posebej med delavskim razredom. Ustanovil je tudi nekaj manjših, mobilnih klinik, ki so pomagale tako mladostnikom kot tudi starejšim, učili pa so jih tudi spolne vzgoje. Novembra 1930 se je s svojo ženo preselil v Berlin, kjer je ustanovil svetovalne klinike predvsem na četrtih, kjer so živeli delavci. Pridružil se je nemški komunistični stranki, a je bil zelo razočaran, saj je bila izdaja njegove knjige Spolni boj mladine (Der sexuelle Kampf der Jugend) zavrnjena, zato je ustanovil svojo lastno založbo imenovano Verlag für Sexualpolitik, kjer je v samozaložbi izdajal svoja dela. V tridesetih letih 19. stoletja je postajal vedno bolj kontroverzen, zaradi česar je vsa svoja dela od leta 1932 do svoje smrti 1957 zalagal sam. Njegovo poučevanje spolne svobode je zmotilo ostale psihoanalitike in njihove somišljenike iz političnih vrst. Tudi njegovo poučevanje vegetoterapije, – oblika psihoterapije, ki vključuje fizične manifestacije čustev – s katero je pacientom sporočal pomembnost spolne svobode, velja za eno glavnih tabu tem psihoanalize.
S soprogo Annie sta se ločila leta 1933, ko je spoznal plesalko Elso Lindenberg. Ko je Hitler prišel na oblast, sta skupaj z njo živela v Nemčiji. Nacistični časopis Volkischer Beobachter je 2. marca 1933 kritično napadel njegovo delo Der sexuelle Kampf der Jugend. Reich in Elsa Lindenberg sta se zato preselila na Dansko, kmalu zatem pa na Švedsko. Tam mu policija ni podaljšala vize, zato se je pod privzetim imenom vrnil nazaj na Dansko. 
Oktobra 1934 se je preselil na Norveško, kjer je predaval o svoji karakterni analizi in vegetoterapiji. Tam si je ustvaril srečno življenje in njegova partnerka Elsa Lindenberg je leta 1935 zanosila. Oba sta se otroka zelo veselila, a je Reich kmalu podvomil o srečni prihodnosti, zato je prepričal Lindenbergovo, naj naredi splav. Ker je bilo takšno dejanje v tistem času prepovedano, se je odločil, da bosta to opravila v Berlinu. Leta 1937 je Reich začel z novo ljubezensko afero s tekstilno oblikovalko Gerd Bergersen. Kljub aferi z Bergersonovo je od bivše partnerke Lindenbergove zahteval, da si ne ustvarja novega ljubezenskega življenja.
Profesor psihiatrije na Univerzi Columbia Theodore P. Wolfe je Reichu obljubil prebivališče v New Yorku, kamor se je tudi preselil. Avgusta 1939, en mesec pred začetkom vojne, je dobil vizo in odpotoval v ZDA. Kmalu po prihodu v ZDA je utemeljil termin orgon – hipotetično vesoljno življenjsko silo, ki se povezuje z orgazmom in organizmom obenem. V ZDA je kmalu spoznal Ilse Ollendorf, ki mu je pomagala v laboratoriju, kasneje pa sta postala tudi partnerja. Leta 1944 sta dobila sina Petra, dve leti kasneje pa sta se tudi poročila. Ob tej priložnosti je tudi pisal svoji bivši partnerki Elsi Lindenberg in uradno končal njuno zvezo.

## Pozna leta življenja in smrt
Leta 1954 so Reichu s sodno obravnavo skušali dokazati, da je prevarant in da njegove teorije niso korektne, kar ga je močno prizadelo. Junija 1956 je bil izdan ukaz, da se uniči še Reichova dela, ki so jih na sodišču imenovali reklamni material. Wilhelm Reich je umrl v svoji zaporniški celici v Lewisburgu v Pennsylvaniji novembra leta 1957. Ob smrti je bil oblečen, le čevlje je imel sezute. Zaporniški zdravnik je za vzrok smrti navedel akutni miokardični infarkt. Noben od akademskih časopisov mu ni napisal posvetila. Pokopali so ga ne njegovi farmi imenovani Orgonon, ki se nahaja v bližini Rangeley v zvezni državi Maine. Danes se tam nahaja muzej posvečen Reichu.

## Delo

### Psihoanaliza in psihoterapija
Reichova psihoanaliza se močno razlikuje od raziskav ostalih analitikov, saj je bil kot psihoanalitik zelo radikalen in je pogosto načenjal kontroverzne teme. Njegovo delo se začne z odprtjem klinike za psihoanalizo, ki jo je Reich ustanovil skupaj s Sigmundom Freudom. Ukvarjal se je predvsem z vprašanji, kako biološka energija vpliva na človekova čustva, na njegovo obnašanje in seksualnost.

### Obsesivna-kompulzivna motnja
Na začetku svojega delovanja se je Reich ukvarjal predvsem z zdravljenjem psihičnih bolezni na dunajski kliniki, ki so se v tem času izražale kot duševne motnje, nastale zaradi prve svetovne vojne. Ustanova, ki jo je Reich vodil skupaj s Freudom, je v Berlinu ozdravila 1455 moških in okoli 800 žensk. 
Reich se je v tem času osredotočil na delovanje nevrotičnih simptomov, kot je obsesivno-kompulzivna motnja. Trdil je, da so tovrstne bolezni podzavesten poizkus pridobitve nadzora nad sovražnim okoljem, kot sta revščina in zloraba otrok. Tovrstne ponavljajoče vzorce vedênja, govora in telesnih gibov je poimenoval »ščit osebnosti« (Charakterpanzer).

### Nagonski značaj
V času delovanja na dunajski kliniki je napisal svojo prvo knjigo, Der triebhafte Charakter, kar v prevodu označuje »nagonski značaj človeka«. Gre za študijo asocialnih osebnosti, s katerimi se je srečal pri delu na kliniki. Utemeljil je potrebo po sistematični teoriji značaja. Knjiga, ki je izšla 1925, je Reichu prinesla mednarodno prepoznavnost.

### Orgastična moč
Reich je leta 1924 pričel z objavami člankov, kjer je obravnaval ideje »orgastične moči«. Gre za zmožnost sprostitve čustev iz mišic in se pri tem izgubiti v orgazmu. Reich je trdil, da sta zdravje psihe in sposobnost ljubljenja pogojeni z orgastično močjo, ki pa je potrebna za sproščanje spolnega nagona. Pri spolnih odnosih je po njegovem pojmovanju telesni stik bil drugotnega pomena – glavno naj bi bilo čustveno doživetje in ne telesno. Njegova teorija že od začetka ni bila vzeta resno, kasneje pa deležna celo posmeha.

### Sex-pol gibanje
Julija 1927 je bil Reich navzoč med delavskimi protesti na Dunaju, v katerih je policija ubila 84 delavcev. Kot je napisal Reich sam, se je na tistem mestu prvič srečal s človekovo iracionalnostjo in zato se je v znak dvoma proti sistemu pridružil Komunistični stranki Avstrije. Zaradi dogodkov, ki jim je bil priča, je na Dunaju odprl šest klinik za delavski razred, namenjenih svetovanju pri spolnem življenju. 
Sex-pol označuje nemško družbo, ki sestoji iz delavske (proletarske) seksualne politike. Reich je v klinikah, ki so bile dobro podprte z osebjem, ki je bilo pacientom ves čas na voljo, ponujal kombinacijo psihoanalitičnega svetovanja, marksističnih nasvetov in spodbujanja kontracepcije. Javnost je klinike zelo dobro sprejela.

### Vegetoterapija
Od leta 1930 naprej se Reich pri zdravljenju pacientov ni več oziral na omejitve psihoanalitičnih restrikcij. Uvedel je tradicionalno, še danes uporabljeno metodo oziroma pristop zdravnika k pacientu: usedel se je ob na kavču ležečega pacienta ter se z njim spontano pogovarjal. Opazil je, da se uspešno zdravljeni pacienti med obravnavo dotikajo telesa in se premikajo, je poizkusil komunicirati z uporabo telesnega dotika. Slečene paciente je masiral, da bi jih sprostil »ščita osebnosti«. Upal je, da bo na ta način tudi vzbudil nekatera čustva, ki bi lahko pomagala pri obravnavi. 
Metoda je nadomestila klasičen pristop psihoanalitika k pacientu. Reich je svoje ravnanje utemeljil kot željo, da ga bolniki dojemajo kot človeka. Masažo je Reich izvajal na specifičen način: s palcem je pritisnil ob pacientovo čeljust, vrat, prsni koš ali hrbet. Na ta način naj bi v zavest obravnavanega priklical prikrite spomine iz otroštva, ki so povzročali utesnjenost. O delovanju postopka se je Reich lahko prepričal preko telesnih gibov pacienta, ki so kazali zadovoljstvo. Tovrstne valove zadovoljstva je poimenoval »orgazmični refleks«. 
Vzporedna cilja Reichovih terapij sta bila tako dosega orgazmičnega refleksa in sposobnost doživetja orgastične moči, kar so skupaj nekateri psihoanalitiki poimenovali »orgazmoterapija«, sam Reich pa je imel o svojem načinu zdravljenja višje mnenje.

### Bioenergija
V oktobru 1934 se je Reich na željo profesorja  Haralda K. Schjelderupa iz Univerze v Oslu preselil na Norveško. Reich je pet let predaval o analizi značaja in vegetoterapiji. V tem času je poskušal dokazati svojo teorijo o orgazmu s področja biologije, pri čemer se je ukvarjal tudi s pojmovanjem libida – spolnega nagona. Zanimalo ga je predvsem, ali gre za električno ali kemično substanco. Trdil je, da zamišljanje orgazma kot mehanične napetosti in sprostitve ne more pojasniti dejstva, da ga nekateri dojemajo kot užitek, drugi ne. Želel je vedeti, kateri dopolnilni člen oziroma element mora biti prisoten, da se orgazem dojema kot užitek.
Na Reichovo delo v tem času je vplival avstrijski specialist interne medicine Friedrich Kraus, ki je v delu Allgemeine und Spezielle Pathologie der Person (1926) napisal, da biološki sistem deluje kot izmenično stikalo za elektriko. Lahko je ali vključeno ali izključeno, zato je Reich orgazem dojemal kot bioelektronski sprožilec, kar je poimenoval »formula orgazma«. Kasneje se je ukvarjal z bionskimi eksperimenti. V njih je proučeval rast enoceličarjev v različnih okoljih – na travi, železu, pesku in živalskih tkivih, ki jih je pred dodatkom živali zavrel in jim dodal kalij in želatin. Pred razvojem živih organizmov je v preparatih opazil vezikle, ki jih je poimenoval bioni – elementarna oblika življenja, na pol poti med življenjem in golim obstajanjem.
Znanstveniki na Norveškem so se ostro odzvali na njegove trditve o bionih in so leta 1937 skupaj z norveškim tiskom, ki so ga predstavljali najuglednejši časniki, ustanovili kampanjo proti Reichu. Reichu je bilo znanstveno dokazano zmotno mišljenje, kar pa je sam zavrnil. Kljub podpori norveške vlade se je Reich odzval na povabilo šole The New School v New Yorku in se tako avgusta 1939 le nekaj dni pred začetkom druge svetovne vojne preselil v ZDA.

### Orgonomija
Kmalu po prihodu v New York leta 1939 je Reich prvič predstavil biološko oziroma kozmično energijo. Gre za razširitev Freudove ideje o libidu, ki jo je poimenoval s terminom »orgonska energija« ali »orgonsko sevanje«. Reich je povedal, da je bil priča orgonom, ko je miši injiciral bione ter drugič na nebu, ko je le-to opazoval z »organoskopom« (v principu gre za teleskop). 
Med drugim je trdil, da so tudi polarni sij, rakave celice in klorofil v rastlinah napolnjeni z orgonom. Leta 1940 je pričel graditi »orgonske akumulatorje«. Šlo je za izolirane Faradayeve kletke v velikosti človeka. Naprava je bila zgrajena iz vezanih plošč, povezanih s kameno volno in plastjo železa. V notranjosti je stal stol, na eni steni pa se je nahajalo majhno okno. Ker so bile plasti na steni te naprave zelo debele, naj bi po Reichovih besedah bila koncentracija orgona tri- do petkrat večja od zraka. Pacienti so v akumulator sedli goli. 
Orgonski akumulator je Reich najprej testiral na miših z rakom, ki naj bi ga po njegovem mnenju naprava ozdravila. Kljub temu, da ni imel licence za opravljanje medicinskih dejavnosti, je leta 1941 pričel poizkuse izvajati tudi na ljudeh, ki so trpeli za shizofrenijo ali različnimi oblikami raka. V nekem primeru je zdravljenje prekinil, saj je pacient slišal govorice, da je Reich nepriseben. Kasneje so Reicha prijavili zaradi dela brez licence, Reich pa je bil zaradi tega užaljen, saj je menil, da je razvil veličastno združeno teorijo o fizičnem in psihičnem zdravju.

#### Sodelovanje z Einsteinom
Konec leta 1940 je Reich obiskal Alberta Einsteina, da bi mu predstavil svojo specifično biološko učinkovito energijo, kot ji je sam rekel Reich. Einsteinu je zagotovil, da je energija primerna za uporabo v medicini pa tudi kot orožje. Einstein se je z njegovo teorijo delno strinjal, kar je Reicha opogumilo.
Odločil se je, da nadaljuje študije, ki jih je predstavil Einsteinu in iz katerih je bilo razvidno, da je temperatura predmeta lahko povišana brez očitnega dovajanja toplotnega vira, zaradi česar naj bi orgon lahko bil tudi bomba. A kot je kmalu po začetku Reichovih raziskav opazil Einstein, je bila to posledica temperaturne razlike v sobi in ne orgona, kot je trdil Reich.
Kljub prizadevanju, da bi Einsteinu dokazal zmoto, svoje teorije Reich ni dokazal. Einsteinu je v odgovor na zavrnitev teorije napisal 25 strani dolgo pismo, v katerem je opisal poskuse, s katerimi naj bi dokazal svoj prav. Reich je rezultate eksperimenta z orgonom objavil, čeprav se Einstein ni strinjal. Njegovo nestrinjanje je Reich pripisal komunističnim zarotam in govoricam proti njemu. 
Ko je direktorju New School leta 1941 poročal o svojih sposobnostih, da lahko ozdravi rakava obolenja, je bil Reich odpuščen zaradi neprimernih raziskav na ljudeh.

#### Orgonon
Novembra 1942 je Reich kupil farmo in pripadajočo posest, kar je skupaj poimenoval Orgonon. Čez leta je farmo spremenil v laboratorij in končno, leta 1948, v observatorij. Leta 1950 se je na posestvo dokončno preselil skupaj z družino in se popolnoma posvetil študiji orgona. Danes je hiša namenjena muzeju Wilhelma Reicha.
Aprila in maja 1947 je Reichov ugled strmo upadel, ko so novinarji časopisov Harper's in The New Republic objavili nekaj člankov, v katerih so novinarji Reicha predstavili kot duševnega bolnika, ki »za spolno nezadovoljstvo krivi notranji nemir in raka« ter trdi, da je orgazem energija vesolja.«
Leta 1954 so Reichu s sodno prepovedjo odvzeli vse orgonske akumulatorje in jih uničili, saj naj bi Reich bil prevarant, kar so skušali dokazati tudi nekateri znanstveniki na Univerzi v Oregonu s proučevanjem orgonskih akumulatorjih.

### Lovljenje NLP-jev
Obsodba je slabo vplivala na Reichovo zdravstveno stanje, zaradi česar je od leta 1954 dalje trdil, da planet napadajo številni neznani leteči predmeti. Opazil naj bi jih v bližini Orgonona. S sinom Petrom sta cele noči preživela s teleskopom opazujoč nebo. Reich je trdil, da je onesposobil številna nezemeljska bitja, ki naj bi jim izsesal energijo. V svojem delu Contact with Space (1956) je kasneje sin Peter predstavil celo teorijo, da je njegov oče prihajal iz drugega planeta.

### Zažig njegovih knjig
Junija 1956 je bil izdan ukaz, da se uniči še Reichova dela, ki so jih na sodišču imenovali reklamni material. Do konca julija in avgusta je bilo uničenih že večina akumulatorjev ter zažganih šest ton Reichovih del. Uničene so bile tudi knjige, nastale, preden se je Reich pričel ukvarjati z orgonsko teorijo, vključno z deli The Sexual Revolution, Character Analysis in The Mass Psychology of Fascism, ki veljajo za Reichova najpomembnejša dela. Gre za enega najhujših primerov cenzure v ZDA. 

## Reichova zapuščina
Po besedah psihoanalitika Richarda Sterba je bil Reich  v 20. letih dvajsetega stoletja odličen zdravnik in učitelj. Vendar pa naj bi proti koncu dvajsetih zbolel, kar je močno vplivalo tudi na njegov značaj. Pomembno je vplival na popularno kulturo, tudi po svoji smrti.
Njegova dela so razdeljena na pre- in postpsihotična, večkrat deljena oziroma poimenovana dobra in slaba. S svojimi odkritji o značaju človeka je pomembno vplival na takratno svet raziskav. Iz vegetoterapije, katere utemeljitelj je Reich, se je razvila telesna psihoterapija. Tudi bioenergija je požela precej zanimanja pri psihoanalitikih.
Njegove raziskave so vplivale na generacije intelektualcev, vključno s Saulom Bellowom, Williamom Burroughsom in Normanom Mailerjem. Tudi njegovo napravo, orgonski akumulator, so za sprostitev uporabljali številne dobro poznane osebnosti Reichovega časa. Njegov dom, Orgonon, pa je postal nekakšno romarsko središče in simbol spolne svobode.
V znanosti so njegovo orgonsko teorijo že v začetku zavrnili, vendar pa so po letu 1960 začeli ponovno objavljati nekatera njegova pomembnejša dela. Kljub temu da je bil kmalu po Reichovi smrti narejen sklep, da se njegovih raziskav ne jemlje resno, ker ne gre za legitimno vrsto znanosti, so se nekateri fiziki in Reichovi simpatizerji organizirali v skupine, kjer so proučevali Reichova dela.  
Leta 2012 je bil v Avstriji posnet biografski film o njem z naslovom Der Fall Wilhelm Reich. V filmu je predstavljen le zadnji del njegovega življenja od 1939 do njegove smrti, prikazuje pa predvsem Reichovo sodelovanje s Freudom.

## Dela

### V nemščini

#### Izbrana dela v nemščini
•    Der triebhafte Charakter (1925). In: Frühe Schriften I, Kiepenheuer & Witsch, Köln 1977

•    Die Funktion des Orgasmus (1927). Revidierte Fassung: Genitalität in der Theorie und Therapie der Neurose/Frühe Schriften II, Kiepenheuer & Witsch, Köln 1982

•    Dialektischer Materialismus und Psychoanalyse (1929)

•    Der Einbruch der Sexualmoral (1932). Erweiterte und revidierte Fassung: Kiepenheuer & Witsch, Köln 1972

•    Die Massenpsychologie des Faschismus (1933). Erweiterte und revidierte Fassung: Kiepenheuer & Witsch, Köln 1971

•    Charakteranalyse (1933). Erweiterte Fassung: Kiepenheuer & Witsch, Köln 1970

•    Was ist Klassenbewusstsein? (1934) – (Pseudonym „Ernst Parell“)

•    Die Sexualität im Kulturkampf (1936), rev. Neuauflage: Die sexuelle Revolution, Europäische Verlagsanstalt, Frankfurt am Main 1966

•    Die Bione (1938)

•    The Function of Orgasm (1942). Deutsches Original: Die Funktion des Orgasmus (völlig verschieden von dem Buch gleichen Titels 1927), Kiepenheuer & Witsch, Köln 1969

•    The Cancer Biopathy (1948). Deutsches Original: Der Krebs, Kiepenheuer & Witsch, Köln 1974

•    Listen, Little Man! (1948). Deutsches Original: Rede an den kleinen Mann, Fischer Taschenbuch, Frankfurt am Main 1984

•    Ether, God, and Devil (1949). Deutsches Original: Äther, Gott und Teufel, Nexus, Frankfurt am Main 1983

•    Cosmic Superimposition (1951)

•    The ORANUR Experiment – First Report (1951)

•    People in Trouble (1953). Deutsches Original: Menschen im Staat. Nexus, Frankfurt am Main 1982; verbesserte Auflage: Stroemfeld, Frankfurt am Main 1995

•    The Murder of Christ (1953). Übersetzt von Bernd A. Laska als Christusmord, Walter, Olten/Freiburg 1978

•       Contact with Space, The ORANUR Experiment – Second Report (1957)
- Krajše knjige

•	Der triebhafte Charakter: Eine psychoanalytische Studie zur Pathologie des Ich, Wien: Internationaler Psychoanalytischer Verlag, 1925

•	Die Funktion des Orgasmus: Zur Psychopathologie und zur Soziologie des Geschlechtslebens, Wien: Internationaler Psychoanalytischer Verlag, 1927

•	Sexualerregung und Sexualbefriedigung, Münster Verlag, 1929

•	Geschlechtsreife, Enthaltsamkeit, Ehemoral: Eine Kritik der bürgerlichen Sexualreform, 1930

•	Der Einbruch der Sexualmoral: Zur Geschichte der sexuellen Ökonomie, Kopenhagen: Verlag für Sexualpolitik, 1932, 2nd edition 1935

•	Charakteranalyse: Technik und Grundlagen für studierende und praktizierende Analytiker, Berlin, 1933

•	Massenpsychologie des Faschismus, 1933

•	Was ist Klassenbewußtsein?: Über die Neuformierung der Arbeiterbewegung, 1934

•	Psychischer Kontakt und vegetative Strömung, 1935

•	Die Sexualität im Kulturkampf: Zur sozialistischen Umstrukturierung des Menschen, 1936

•	Experimentelle Ergebniße Über Die Elektrische Funktion von Sexualität und Angst, 1937

•	Menschen im Staat, 1937

•	Die Bione: Zur Entstehung des vegetativen Lebens, Sexpol Verlag, 1938

•	Die Entdeckung des Orgons Erster Teil: Die Funktion des Orgasmus, 1942

•	Rede an den kleinen Mann, 1945
- Članki

•	Zeitschrift für Politische Psychologie und Sexualökonomie (Članek za politično psihologijo in spolno economijo), pod psevdonimom Ernst Parell, 1934–1938

•	Klinische und Experimentelle Berichte (Klinično in eksperimentalno poročilo), 1937–1939	
- Knjige

•	Die Entdeckung des Orgons Erster Teil: Die Funktion des Orgasmus, 1942; 

•	Charakteranalyse, 1945;

•	Die Sexualität im Kulturkampf, 1945;

•	Massenpsychologie des Faschismus, 1946;

•	Rede an den kleinen Mann, 1948;

•	Menschen im Staat, 1953;
- Dela, izdana posthumno (1995-1997):

1) Die Bionexperimente; 

2) Orop Wüste (Artikelsammlung), 

3) Das ORANUR-Experiment – Erster Bericht; 

4) Das ORANUR-Experiment – Zweiter Bericht; 

5) Die kosmische Überlagerung; 

6) Christusmord;

### Dela, prevedena v slovenščino
•	Sexpol, prevedeno 1984, Dobnikar, Mojca. Ljubljana : Republiška konferenca ZSMS : Univerzitetna konferenca ZSMS, 1984. 

•	Poslušaj mali človek, prevedeno 1986, Bohak, Janko. Članek - sestavni del: Slovenian journal of psychotherapy ISSN: 1854-9373.- Letn. 7, št. 3/4 (2013), str. 215-234.